# Lierenaar
Een lierenaar is een knipmes met een typische gebogen vorm. Het werd tot in de 19de eeuw in de regio van Lier, Heist-op-den-Berg en Aarschot vervaardigd.

## Kenmerken
Het is een robuust mes met houten handvat waarbij het metalen lemmet werd vastgehouden met een veer. De huidige stekmessen hebben een gelijkend aanzicht.